# Фунт (денежная единица)
Фунт (англ. Pound; ирл. Punt; итал. Lira; лат. Libra; тур. Lira фр. Livre) — денежная единица многих государств, название которой первоначально обозначало фунт серебра.
Исторические валюты:
- Австралийский фунт (англ. Australian pound) — денежная единица Австралии с 1910 по 1966 год;
- Бермудский фунт (англ. Bermudian pound) — валюта Бермудских островов, действовавшая до 1970 года;
- Израильский фунт (ивр. לירה ישראלית‎) — денежная единица Израиля с 1952 по 1980 год;
- Ирландский фунт (ирл. Punt Éireannach; англ. Irish pound) — денежная единица Ирландии с 1928 по 2002 год;
- Итальянская лира (фунт) (итал. Lira italiana) — денежная единица Италии с 1861 по 2002 год;
- Кипрский фунт (греч. Λίρα Κύπρου; англ. Cypriot pound) (CYP) — денежная единица Кипра с 1879 по 2007 год;
- Новозеландский фунт (англ. New Zealand pound) — денежная единица Новой Зеландии с 1907 по 1967 год;
- Палестинский фунт (англ. Palestinian pound) — денежная единица Подмандатной Палестины в 1927—1951 годах;
- Мальтийский фунт (мальт. Lira Maltija; англ. Maltese pound) — денежная единица Мальты с 1949 по 1983 год;
- Римский фунт, либра, либральный или римский вес (лат. libra pondo) — весовая и денежная единица Римской империи;
- Родезийский фунт (англ. Rhodesian pound) — денежная единица Родезии в 1964—1970 годах;
- Французский ливр (фунт) (фр. Livre français) — денежная единица Франции со времён Средневековья до 1799 года;
- Шотландский фунт — денежная единица Шотландии до XVIII века;
- Южноафриканский фунт (англ. South African pound) — денежная единица ЮАС с 1922 по 1961 год;
- Южнородезийский фунт (англ. Southern Rhodesian pound) — денежная единица Южной Родезии в 1934—1956 годах;

Существующие валюты:
- Английский (англ. English pound), или британский фунт (англ. British pound), или фунт Великобритании (GBP), или фунт стерлингов (англ. Pound sterling) — старейшая в мире денежная единица, которая всё ещё находится в обращении[2];
- Гернсийский фунт (англ. Guernsey pound) — денежная единица Гернси;
- Гибралтарский фунт (англ. Gibraltar pound) — денежная единица Гибралтара;
- Джерсийский фунт (англ. Jersey pound) — денежная единица Джерси;
- Египетский фунт (араб. جنيه مصري‎) (EGP) — денежная единица Египта;
- Ливанский фунт (араб. ليرة لبنانية‎; фр. Livre libanaise) — денежная единица Ливана;
- Фунт острова Мэн (англ. Manx pound) — денежная единица Острова Мэн;
- Фунт острова Святой Елены или Фунт Святой Елены (англ. Saint Helena pound) (SHP) — денежная единица островов Святой Елены и Вознесения;
- Сирийский фунт (араб. الليرة السورية‎) — денежная единица Сирии;
- Суданский фунт (араб. جنيه سوداني‎) — денежная единица Судана;
- Турецкая лира (фунт) (тур. Türk lirası) — денежная единица Турции с 1844 года;
- Фунт Фолклендских островов (англ. Falkland Islands pound) (FKP) — денежная единица Фолклендских островов;
- Южносуданский фунт (англ. South Sudanese pound) — денежная единица Южного Судана.